# Kolonia (przystanek kolejowy)
Kolonia – kolejowy przystanek osobowy w Kolonii, w gminie Świętajno, powiecie szczycieńskim, województwie warmińsko-mazurskim, w Polsce.

## Infrastruktura
Obiekt posiada jeden, jednokrawędziowy peron. W przeszłości miał też kasę biletową, która podlegała stacji Spychowo. Do 1946 roku funkcjonowały przy nim rampa boczna i waga wagonowa. Znajdował się też co najmniej jeden tor dodatkowy, a ślad w ziemi po nim jest do dziś.

## Ruch pasażerski
| Rok  | Wymiana pasażerska na dobę |
| ---- | -------------------------- |
| 2017 | 10-19                      |
| 2022 | 10-19                      |